# Selkäsaari (ö i Birkaland, Tammerfors, lat 61,47, long 24,92)
Selkäsaari är en ö i Finland. Den ligger i sjön Vehkajärvi och i kommunen Kangasala i den ekonomiska regionen Tammerfors och landskapet Birkaland, i den södra delen av landet, 140 km norr om huvudstaden Helsingfors. Öns area är 0,2 hektar och dess största längd är 130 meter i sydväst-nordöstlig riktning.